# Christopher Landon
Christopher Beau Landon (ur. 27 lutego 1975 w Los Angeles) – amerykański filmowiec; scenarzysta, producent i reżyser, autor serii filmów Paranormal Activity.
Syn aktora i filmowca; Michaela Landona. Brat filmowca Michaela Jr. oraz aktorów Jennifer, Leslie i Marka.

## Filmografia
- 2017: Śmierć nadejdzie dziś (scenariusz i reżyseria)
- 2015: Łowcy zombie (scenariusz i reżyseria)
- 2015: Made in Hollywood (jako on sam)
- 2013: Paranormal Activity: Naznaczeni (scenariusz i reżyseria)
- 2012: Paranormal Activity 4 (scenariusz i produkcja)
- 2011: Paranormal Activity 3 (scenariusz i produkcja)
- 2010: Burning Palms (scenariusz i reżyseria)
- 2010: Paranormal Activity 2 (scenariusz)
- 2007: Niepokój (scenariusz)
- 2007: Krew jak czekolada (scenariusz)
- 2007: Seks, kasa i kłopoty (scenariusz)
- 2007: The Making of Disturbia (jako on sam)
- 2000: Boys Life 3 (scenariusz)
- 1999: 30 dolców (scenariusz)
- 1999: Making the Video (reżyser)
- 1998: Następny dzień w raju (scenariusz)
- 1996: Only Child (reżyser)